# Herrin der Welt
Herrin der Welt ist ein zweiteiliger deutsch-französisch-italienischer Abenteuerfilm von Wilhelm Dieterle aus den Jahren 1959/1960. Die Hauptrollen spielen Martha Hyer und Carlos Thompson.

## Handlung
Dem schwedischen Physiker Professor Johanson, Leiter des kernphysikalischen Instituts, ist es mit seinen geheimen Forschungen gelungen, aus Kernverschmelzung gebündelte Energie zu gewinnen. Diese Formel könnte die Welt revolutionieren, mit ihr ließen sich ungeheure Mengen Energie freisetzen. Schwedens Geheimdienst schickt seinen Top-Agenten Peter Lundström los, um den Wissenschaftler zu beschatten und eventuell vor Entführern zu schützen. Lundström heftet sich an die Fersen von Johanson, dabei lernt er dessen attraktive, blonde Tochter Karin kennen, die als Assistentin ihres Vaters arbeitet. Nachdem die Durchschlagskraft des Johanson‘schen Verfahrens bei einer Explosion erstmals bewiesen werden kann und infolge der flächendeckenden Zerstörung Johanson verletzt ins Krankenhaus überführt werden muss, beginnt eine Gruppe finsterer, internationaler Profiteure und Verschwörer reges Interesse an dieser Erfindung zu entwickeln. Professor Johanson ist in größter Gefahr.
Karin führt nunmehr die Forschungen ihres Vaters weiter und gerät dadurch gleichfalls in das Fadenkreuz der geheimnisvollen Gegner. Johanson selbst zieht sich in ein kambodschanisches Kloster zurück, um so aus dem Schussfeld der Gangster zu geraten und wieder zu genesen. Den internationalen Verbrechern gelingt es indes, die Johanson’sche Energieformel zu stehlen. Daraufhin heftet sich Karin an die Fersen der Diebe, unterstützt von Lundström. Doch der verfolgt auch eigene Ziele. Die Jagd führt die beiden rund um den Globus. Bald stellt sich heraus, dass hinter den finsteren Machenschaften eine gewisse Madame Latour steckt. Schließlich fällt ihr der alte Johanson in die Hände. In Südostasien kommt es zwischen den Entführern sowie Lundström und Karin zum Showdown.

## Produktion
Der Film orientiert sich lose an Joe Mays 1919/20 entstandenem achtteiligem Monumentalfilm Die Herrin der Welt.
Die Entstehungszeit des Films waren die Monate September 1959 bis Februar 1960. Drehorte waren die Umgebung von Bangkok, Hongkong, Macau, Kambodscha, Nepal, Schweden, Nizza und Neapel. Als Studio dienten die CCC-Studios Berlin-Spandau.
Die umfangreichen Filmbauten wurden von Willi Schatz und Helmut Nentwig gestaltet. Die Kostüme stammen von Claudia Herberg. Harald G. Petersson verfasste das Drehbuch, das von seinem amerikanischen Kollegen Jo Eisinger umgeschrieben (und modernisiert) werden musste. Kameramann Richard Angst hat bei einigen Szenen ungenannt auch Regie geführt. Er führte den Film nach einem Zerwürfnis zwischen Dieterle und Brauner zu Ende.
Die Gesamtkosten von Herrin der Welt beliefen sich laut Der Spiegel auf nahezu fünf Millionen DM. Damit war er einer der teuersten deutschen Spielfilme der (frühen) Nachkriegszeit. Artur Brauner produzierte mit Herrin der Welt innerhalb von anderthalb Jahren nach dem rund vier Millionen Mark teuren Zweiteiler Der Tiger von Eschnapur und Das indische Grabmal ein weiteres ebenso exotisches wie aufwendiges Mammutprojekt.
Die Uraufführung des ersten Teils war am 14. April 1960, der zweite, auch Herrin der Welt – Angkor-Vat genannt, lief am 26. April 1960 an. Erstaufführungsort war Hamburg, der erste Teil im Kino City, der zweite im Massenstart. Die französische Erstaufführung erfolgte am 12. Oktober 1960 in sechs Pariser Kinos.

## Kritik
Das große Personenlexikon des Films nannte den Film „einen exotischen Abenteuerzweiteiler“.
Der Spiegel sprach von einem „Spektakulum“ mit einer „abstrusen Story“.
Das Lexikon des Internationalen Films schrieb über den ersten Teil: „Aufregend bunt inszeniert“ und urteilte über den zweiten: „Auch der kostspielige Aufwand entschädigt nicht für die zunehmend alberne Handlung.“
Cinema kam zu folgendem Schluss: „Trotz exotischer Schauplätze wie Kambodscha sehr hausbacken“.